# Ernst Knäpper
Ernst Knäpper (geboren 27. August 1920 in Schwelm; gestorben 3. Juni 1986 in Berlin) war ein deutscher Parteifunktionär und Politiker der SPD.

## Leben
Ernst Knäpper war als Kind Mitglied der Kinderfreunde Rote Falken und als Jugendlicher Mitglied der Sozialistischen Arbeiterjugend. Seine Lehre zum Pinselmacher schloss er 1937 ab. Knäpper leistete im Zweiten Weltkrieg Kriegsdienst und geriet in Kriegsgefangenschaft. Im Jahr 1946 fand er eine Stelle beim Arbeitsamt in Schwelm. Er wurde im selben Jahr als SPD-Mitglied in den Schwelmer Stadtrat gewählt. Knäpper engagierte sich beim Wiederaufbau der Arbeiterorganisationen Falken und der Arbeiterwohlfahrt (AWO) und wurde 1948 Angestellter in der Parteiorganisation. 1949 wurde er zum leitenden Bezirksgeschäftsführer des SPD-Bezirks Westliches Westfalen gewählt. Diese Position als Parteiarbeiter hatte er bis 1980 inne. 
Bis zu seinem Umzug nach Dortmund im Jahr 1956 war Knäpper auch Kreistagsabgeordneter im Ennepe-Ruhr-Kreis und Fraktionsvorsitzender der SPD-Fraktion. Auch in Dortmund wurde er zum Stadtverordneten gewählt und ab 1961 bis 1969 auch zum Fraktionsvorsitzenden. Ab 1953 war er Mitglied in der Landschaftsversammlung Westfalen-Lippe und hatte von 1965 bis 1973 das Amt des Vorsitzenden inne. Seit 1966 war er auch Bezirksvorsitzender der Dortmunder AWO. 
In der SPD wurde er in den Parteirat gewählt und in den Organisationsausschuss beim SPD-Parteivorstand. Er gehörte zu den politischen Pragmatikern in der Partei. 
Knäpper erhielt den Bundesverdienstorden Erster Klasse, 1957 die Marie-Juchacz-Plakette der AWO und die Stadtplakette der Stadt Dortmund. 